# Alena Amialiusik
Yelena Vasilyevna Omelyusik (em bielorrusso:  Елена Васильевна Омелюсик; nascida em 2 de junho de 1989), conhecida como Alena Amialiusik, é uma ciclista olímpica bielorrussa. Representou sua nação nos Jogos Olímpicos de Verão de 2012, na prova de corrida em estrada, terminando em 15º lugar.